# Keto Losaberidze
Ketevan Bagratovna Losaberidze, detta Keto (in georgiano ქეთევან ლოსაბერიძე?; Tkibuli, 1º agosto 1949 – Tbilisi, 23 gennaio 2022), è stata un'arciera sovietica.

## Biografia
Gareggiò per l'URSS alle Olimpiadi del 1972, dove si classificò quarta, e del 1980, dove vinse l'oro diventando l'unica campionessa olimpica sovietica nel tiro con l'arco. Tra il 1971 e il 1981 conquistò due titoli mondiali, quattro europei e due sovietici. Dopo il ritiro divenne professoressa di matematica presso l'Università statale di Tbilisi.

## Palmarès
- Giochi olimpici

Mosca 1980: oro nell'individuale.
- Mondiali

Grenoble 1973: oro nella gara a squadre;
Punta Ala 1981: oro nella gara a squadre.
- Europei

Walferdange 1972: oro nella gara a squadre e nell'individuale;
Stoneleigh 1978: oro nella gara a squadre.
Compiègne 1980: oro nella gara a squadre.